# Lijst van premiers van Wit-Rusland
Hieronder volgt een lijst van premiers van Wit-Rusland (Премьер-министр Республики Беларусь).

## Premiers van Wit-Rusland (1991-heden)
| Premier | Premier                                                              | Ambtstermijn                        | Partij     | Partij |
| ------- | -------------------------------------------------------------------- | ----------------------------------- | ---------- | ------ |
|         | Vjatsjeslaw Kebitsj (1936-2020) voorzitter van de Raad van Ministers | 19 september 1991 - 21 juli 1994    | partijloos |        |
|         | Michail Tsjyhir (1948)                                               | 21 juli 1994 - 18 november 1996     | partijloos |        |
|         | Sjarhej Linh (1937)                                                  | 18 november 1996 - 18 februari 2000 | partijloos |        |
|         | Oeladzimir Jarmosjyn (1942)                                          | 18 februari 2000 - 1 oktober 2001   | partijloos |        |
|         | Henadz Navitski (1949)                                               | 1 oktober 2001 - 10 juli 2003       | partijloos |        |
|         | Sjarhej Sidorski (1954)                                              | 10 juli 2003 - 28 december 2010     | partijloos |        |
|         | Michail Mjasnikovitsj (1950)                                         | 28 december 2010 - 27 december 2014 | partijloos |        |
|         | Andrej Kabjakow (1960)                                               | 27 december 2014 - 18 augustus 2018 | partijloos |        |
|         | Siarhiej Rumas (1969)                                                | 18 augustus 2018 - 4 juni 2020      | partijloos |        |
|         | Roman Golovtchenko (1973)                                            | 4 juni 2020 - heden                 | partijloos |        |